# Immeuble Beboutov
L'immeuble Beboutov (доходный дом Бебутовой) est un immeuble de Moscou, inscrit à la liste du patrimoine architectural. Il se trouve au n° 9 boulevard de la Nativité dans le quartier Mechtchanski du district administratif central.

## Histoire
Cet immeuble de rapport est construit entre 1908 et 1909 d'après les plans de l'architecte d'origine allemande Gustav Helrich, reconnu comme maître de l'architecture Art nouveau nordique.
Les premiers propriétaires qui font construire l'immeuble sont le prince Vladimir Grigorievitch Beboutov, conseiller d'État, son épouse Rosalia Borissovna et leurs quatre enfants. Cette famille fut très impliquée dans des œuvres de charité et dans des restaurations de monastères ou d'autres édifices en Transcaucasie. 
Dans les années 1910, le philosophe mystique Georges Gourdjiev habite un des appartements de l'immeuble. Le sculpteur Sergueï Merkourov (cousin germain du précédent) y eut un atelier pendant quelque temps.
Certains appartements de l'immeuble furent occupés jusqu'en 1917 par le consulat général de France. À la Révolution d'Octobre, il a été divisé en appartements communautaires. C'est aujourd'hui un immeuble d'habitation. 
Grâce à son style original, l'immeuble est inscrit à la liste du patrimoine architectural d'importance fédérale. Il a été restauré en 2018.

## Architecture
L'immeuble comprend un rez-de-chaussée et quatre étages décorés de corniches. Le premier étage avec ses balcons et ses frises est particulièrement remarquable, ainsi que le dernier étage avec ses bas-reliefs et atlantes avec des couronnes de gloire. La façade est ponctuée de trois colonnes de fenêtres en baie.